# قربانقلي بردي محمدوف
قربانقلي مالكقليفيتش بردي محمدوف (بالتركمانية: Gurbanguly Mälikgulyýewiç Berdimuhamedow)‏ ولد 29 يونيو 1957 وقد شغل منصب رئيس لتركمانستان منذ 21 ديسمبر 2006، وذلك اليوم أصبح قائم بأعمال الرئيس في أعقاب وفاة الرئيس صابر مراد نيازوف، أعلن في 26 ديسمبر أن الانتخابات الرئاسية القادمة ستجري في 11 فبراير 2007، وفي 14 فبراير 2007 فكان محمدوف الفائز في الانتخابات الرئاسية التي عقدت لمدة ثلاثة أيام ، وفي انتخابات عام 2012 قد حصل على 97٪ من الأصوات. وقد تخرج محمدوف في معهد الدولة التركمانية الطبية في عام 1979 ودخل في طب الأسنان .
خلفه ابنه سيردار بيردي محمدوف في الرئاسة بعد فوزه في الانتخابات الرئاسية المبكرة التي جرت في 12 مارس 2022، حيث أعلنت اللجنة المركزية للانتخابات في 15 مارس فوز سيردار بيردي محمدوف بنسبة 72.97%.

## روابط خارجية
- قربانقلي بردي محمدوف على موقع IMDb (الإنجليزية)
- قربانقلي بردي محمدوف على موقع الموسوعة البريطانية (الإنجليزية)
- قربانقلي بردي محمدوف على موقع مونزينجر (الألمانية)
- قربانقلي بردي محمدوف على موقع ميوزك برينز (الإنجليزية)